# St. Petri (Landgrafroda)

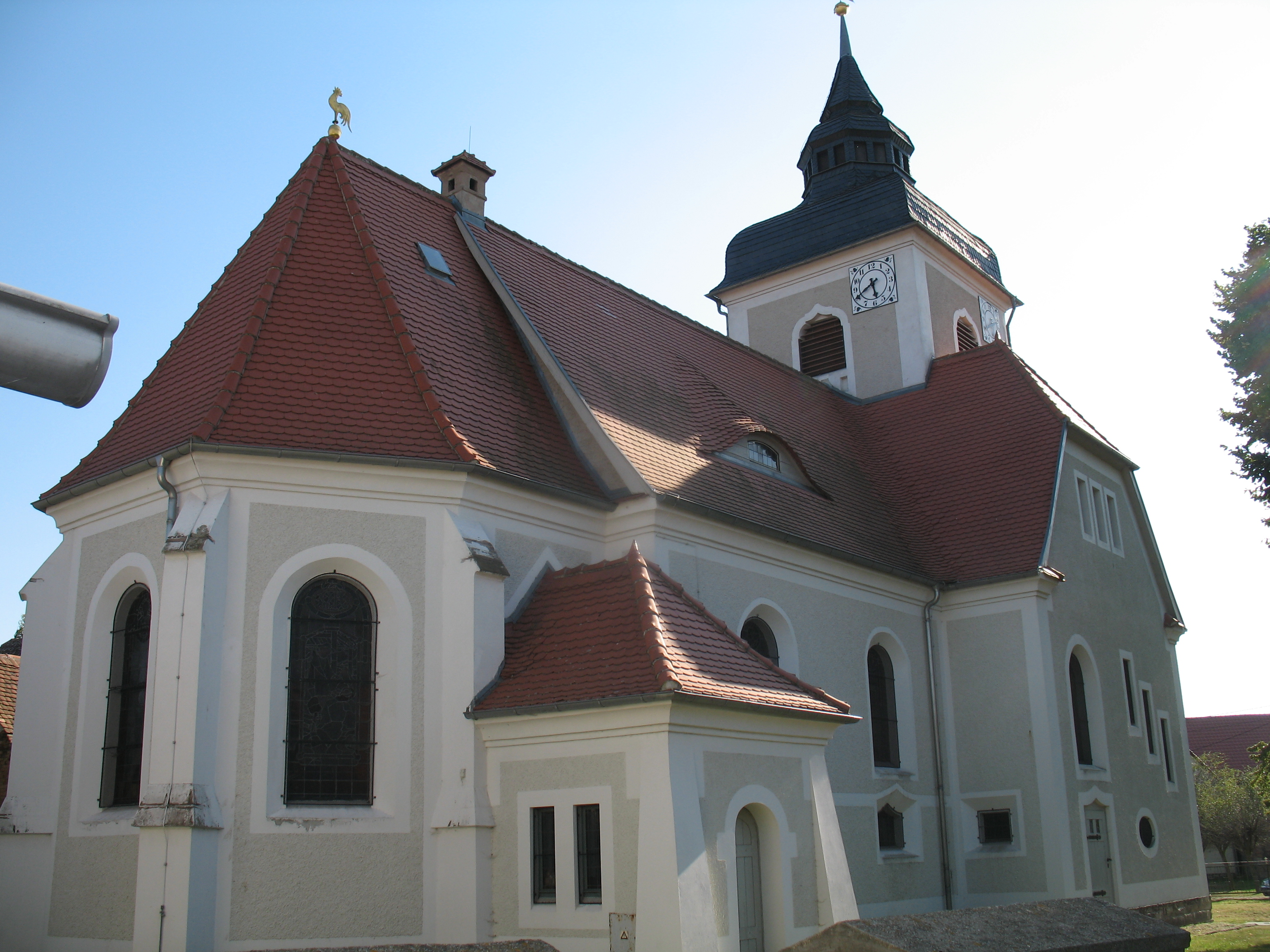
St. Petri in Landgrafroda

St. Petri ist eine denkmalgeschützte evangelische Kirche im Ortsteil Landgrafroda des Ortes Ziegelroda der Stadt Querfurt in Sachsen-Anhalt. Im örtlichen Denkmalverzeichnis ist sie unter der Erfassungsnummer 094 20990 als Baudenkmal verzeichnet.
Die dem Heiligen Simon Petrus geweihte Kirche (Adresse Mittelstraße 2) besteht seit dem 12. Jahrhundert. Ihre heutige historistische Gestalt, eine Mischung aus barocken Elementen und des Jugendstils, erhielt sie nach 1900. Das Äußere ist mit sparsamer Putzgliederung gestaltet. Am Chor sind Strebepfeiler, an der Nordseite des Schiffs ist ein asymmetrisches Treppenhaus angebaut. Das Innere ist mit einem Segmenttonnengewölbe, der Chor mit einem Rippengewölbe geschlossen.
Die einheitliche Ausstattung mit Hufeisenempore, Kanzelaltar, Orgel und Glasmalereien stammt aus der Bauzeit.